# Titus Statilius Taurus

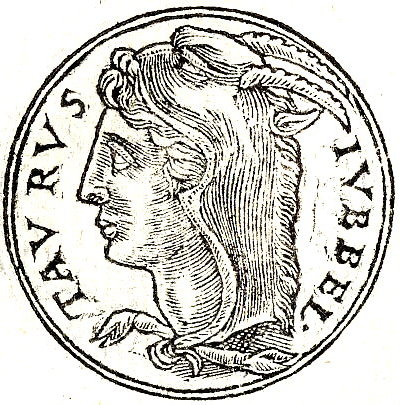
Titus Statilius Taurus

Titus Statilius Taurus (60 v.Chr. - 10 v.Chr.) was een Romeinse generaal en politicus in de 1e eeuw v.Chr., uit het geslacht der Statilii.

## Leven en carrière
Statilius is rond 60 v.Chr. in Rome geboren. Hij werd onder Octavianus een van diens voornaamste generaals tijdens de Romeinse Burgeroorlog.
Zijn naam verschijnt voor het eerst in het jaar 37. v.Chr. toen hij consul suffectus werd. In 36 v.Chr. was hij commandant van de vloot van Marcus Antonius, waarmee hij samen met Marcus Vipsanius Agrippa, Sextus Pompeius bij Sicilië versloeg. Daarna trok hij verder naar de provincie Africa die hij zonder problemen veilig kon stellen voor Octavianus. Hij bleef daar gedurende twee jaar als praefectus. In 34 v.Chr. kreeg hij de eer van een triomftocht in Rome, wegens zijn grote verdiensten in Africa. In hetzelfde jaar vergezelde hij Octavianus tijdens diens oorlog in Dalmatia. Nadat de Dalmatiërs verslagen waren bleef Statilius daar als bevelhebber van het leger, terwijl Octavianus terugkeerde naar Rome.
Tijdens de Slag bij Actium in 31 v.Chr., voerde Statilius het leger van Octavianus over land aan, terwijl Marcus Agrippa de zeevloot naar de overwinning leidde. In 29 v.Chr. trok Statilius naar noordelijk Spanje, om de laatste gebieden die niet in Romeinse handen waren te veroveren. Hij versloeg met zijn leger de Iberische stammen der Cantabri, Vaccaei en Astures. In dit jaar liet hij ook op eigen kosten het eerste stenen amfitheater in Rome bouwen, het Amphitheatrum Statilii Tauri, als dank mocht hij voortaan ieder jaar zelf een van de praetors benoemen.
Statilius Taurus werd opnieuw consul in 26 v. Chr, en toen keizer Augustus in 16. v.Chr. enige tijd naar Gallia vertrok, maakte hij Statilius regent van Rome en Italië, waarbij hij de titel praefectus urbi kreeg. Hij bleef aan als praefectus urbi tot zijn dood in 10 v.Chr.

## Voetnoten
1. ↑  Appianus, B. C. V 97-99, 103, 105, 109, 118; Cass. Dio, XLIX 14, 38; Appianus, Ill. 27 ; Cass. Dio, L 13; Plut., Ant. 65; Cass. Dio, LI 20, LIII 23, LIV 19; Tac., Ann. VI 11 ; Vell. Pat., II 127.
2. ↑  Cass. Dio, LI 23, LXII 18; Suet., Octav. 29; Tac., Ann. III 72.

## Referentie
- https://web.archive.org/web/20051231192839/http://www.ancientlibrary.com/smith-bio/3318.html